# Podochóri
Podochóri, en grec moderne : Ποδοχώρι, appelé jusqu'en 1926 Podogóriani (Ποδογόριανη), est un village du dème de Pangéo dans le district régional de Kavála en Macédoine-Orientale-et-Thrace en Grèce.
Selon le recensement de 2011, la population du village s'élève à 608 habitants.